# 巴尼夸拉
11°18′N 2°26′E / 11.300°N 2.433°E

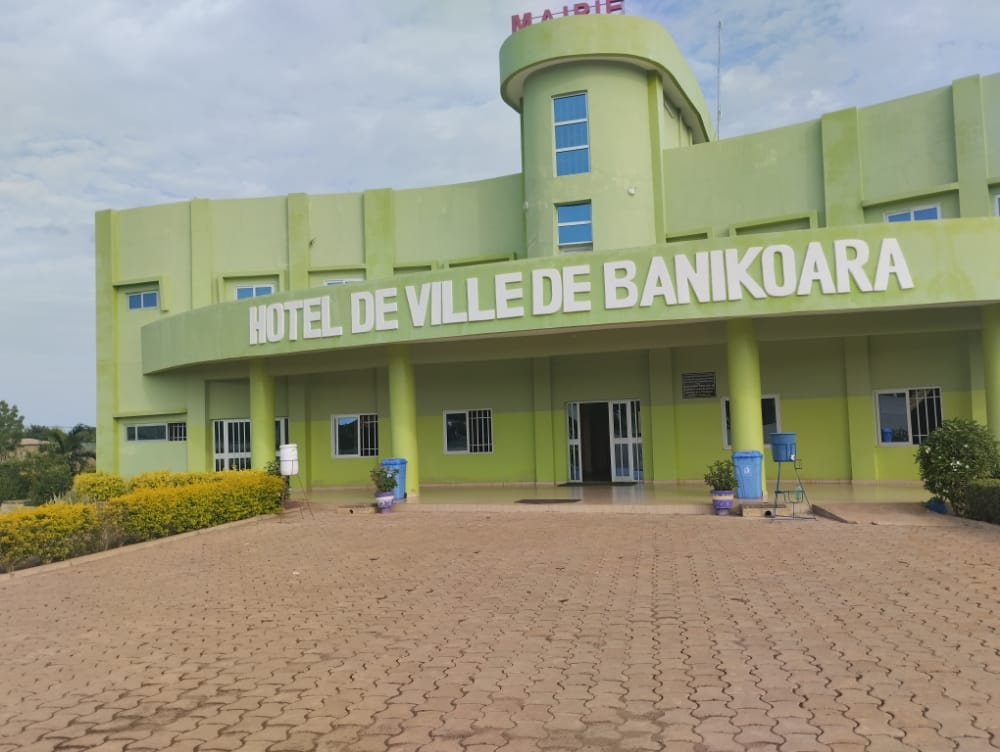
巴尼夸拉的市政廳

巴尼夸拉（法語：Banikoara）是貝寧的城鎮，位於該國北部，由阿黎博里省負責管轄，面積4,383平方公里，海拔高度300米，2013年人口246,575，人口密度每平方公里56人。